# 維克托連鰭唇魚
維克托連鰭唇魚，為輻鰭魚綱鱸形目隆頭魚亞目隆頭魚科的其中一種，被IUCN列為易危保育類動物，分布於東太平洋的加拉巴哥群島海域，體長可達15公分，棲息在沙底質海域，生活習性不明。